# Райли, Фрэнк
Фрэнк Уилберт Рилик (англ. Frank Wilbert Rhylick), более известный под псевдонимом Фрэнк Райли (англ. Frank Riley) — американский писатель-фантаст, известный романом «Им бы оказаться правыми», который был написан в соавторстве с Марком Клифтоном и получил премию «Хьюго» в 1955 году (правда, когда критик и редактор фэнзина «Ansible» Дэвид Лэнгфорд составлял для журнала «SFX» список десяти худших фантастических книг всех времён, то «Им бы оказаться правыми» был отмечен как худший НФ-роман, когда-либо завоёвывавший «Хьюго»).

## Биография
Фрэнк Уилберт Рилик родился 8 июня 1915 года в Хиббинге, округ Сент-Луис штата Миннесота. В 30-х годах XX века Фрэнк Райли для «New York Daily News». Во время Второй мировой войны, Райли служил в морской пехоте. После войны Фрэнк работал сначала внештатным сотрудником, а затем редактором в «Лос-Анджелес Таймс», где так же вёл колонку о путешествиях, и «Лос-Анджелес Мэгэзин» (англ. Los Angeles Magazine). В период с 1955 по 1958 годы, помимо совместного романа, написал несколько НФ-рассказов, опубликованных в журнале «If». Вёл радиопрограмму в Лос-Анджелесе. Фрэнк умер 24 апреля 1996 года в Манхэттен-Бич, округ Лос-Анджелес штата Калифорния.

## Номинации и награды
- Лауреат премии «Хьюго» 1955 года за лучший роман («Им бы оказаться правыми», написанный в соавторстве с Марком Клифтоном)[4].